# Aeroportul Coondewanna
Aeroportul Coondewanna (IATA: CJF, ICAO: YCWA) este un aeroport din Australia de Vest, Australia.
Situat la o altitudine de 699 m, aeroportul dispune de o singură pistă. Este operat de BHP Group.